# Euhadra nachicola
Euhadra nachicola е вид коремоного от семейство Camaenidae.

## Разпространение
Видът е разпространен в Япония.